# موازنة التحيز والتباين
موازنة التحيز والتباين تصف في الإحصاء وتعلم الآلة العلاقة بين مدى تعقيد النموذج، ودقة تنبؤاته، ومدى قدرته على إجراء تنبؤات على البيانات غير المرئية سابقًا والتي لم تُستخدم لتدريب النموذج. كلما زدنا عدد المعلمات الضبوطة (القابلة للضبط) في النموذج عمومًا، فإنه يصبح أكثر مرونة ويمكن أن يناسب مجموعة بيانات التدريب مناسبةً أفضل. ويقال أن لديها خطأ تحيزًا أقل. ومع ذلك، بالنسبة للنماذج الأكثر مرونة، سيكون هناك تباين أكبر في النموذج المناسب في كل مرة نأخذ فيها مجموعة من العينات لإنشاء مجموعة بيانات تدريب جديدة. ويقال أن هناك تباينًا أكبر في المعلمات المقدرة للنموذج.